# 김유라 (1990년)
김유라(1990년 12월 22일 ~)은 대한민국의 크레이터이자 감독이자 유튜버 박막례  할머니 친손녀이다.

## 생애
- 김유라는 1990년 전라남도 영광군에서 아버지 김영록 어머니 사이에서 1남 1녀 중 장녀로 태어났다.
- 동덕여자대학교 방송연예과를 졸업하였다.
- 유튜브에서 활동하는 실버 크리에이터. 동영상 촬영과 편집, 매니저는 내가 맡는다.

## 학력
- 영광여자중학교 (졸업)
- 영광여자고등학교 (졸업)
- 동덕여자대학교 방송연예학과 (졸업)

## 가족사항
- 친할머니   : 박막례 (1947년 2월 12일 ~)
- 아버지     : 김영록 (1967년 ~)
- 어머니     : 미상
  - 남동생    : 김정현 (1991년 ~)
  - 올케      : 미상 (1992년 ~)
  - 조카      : 김서진 (2022년 ~)
- 작은아버지 : 김은옥 (1973년 ~)
- 작은어머니 : 미상
  - 사촌동생  : 김민성 (1993년 ~)
- 고모      : 김수영 (1976년 ~)
- 고모부    : 미상
  - 사촌동생  : 이진주
  - 사촌동생  : 이한주
  - 사촌동생  : 이승주